# エンツォ・フェラーリ
エンツォ・アンセルモ・ジュゼッペ・マリア・フェラーリ（イタリア語: Enzo Anselmo Giuseppe Maria Ferrari , 1898年2月18日 - 1988年8月14日）は、イタリアの自動車メーカーフェラーリの創設者。F1の名門スクーデリア・フェラーリのオーナーでもあった。
愛称はコンメンダトーレ（イタリア共和国功労勲章の勲三等位の名称）。モータースポーツ界の偉人としてオールドマンとも称される。

## 生涯

### 生い立ち
1898年にモデナで板金工の次男に生まれ、9歳のときに観た地元レースでモータースポーツの魅力を知る。自身は「私はなりたかったものが3つある。1つはオペラ歌手、もう1つはスポーツ記者、そしてレーサーだ」と後年語っており、青年時代に全国スポーツ紙ガゼッタ・デロ・スポルトにサッカー戦評を送ったこともあった。

### レーシングドライバーとして

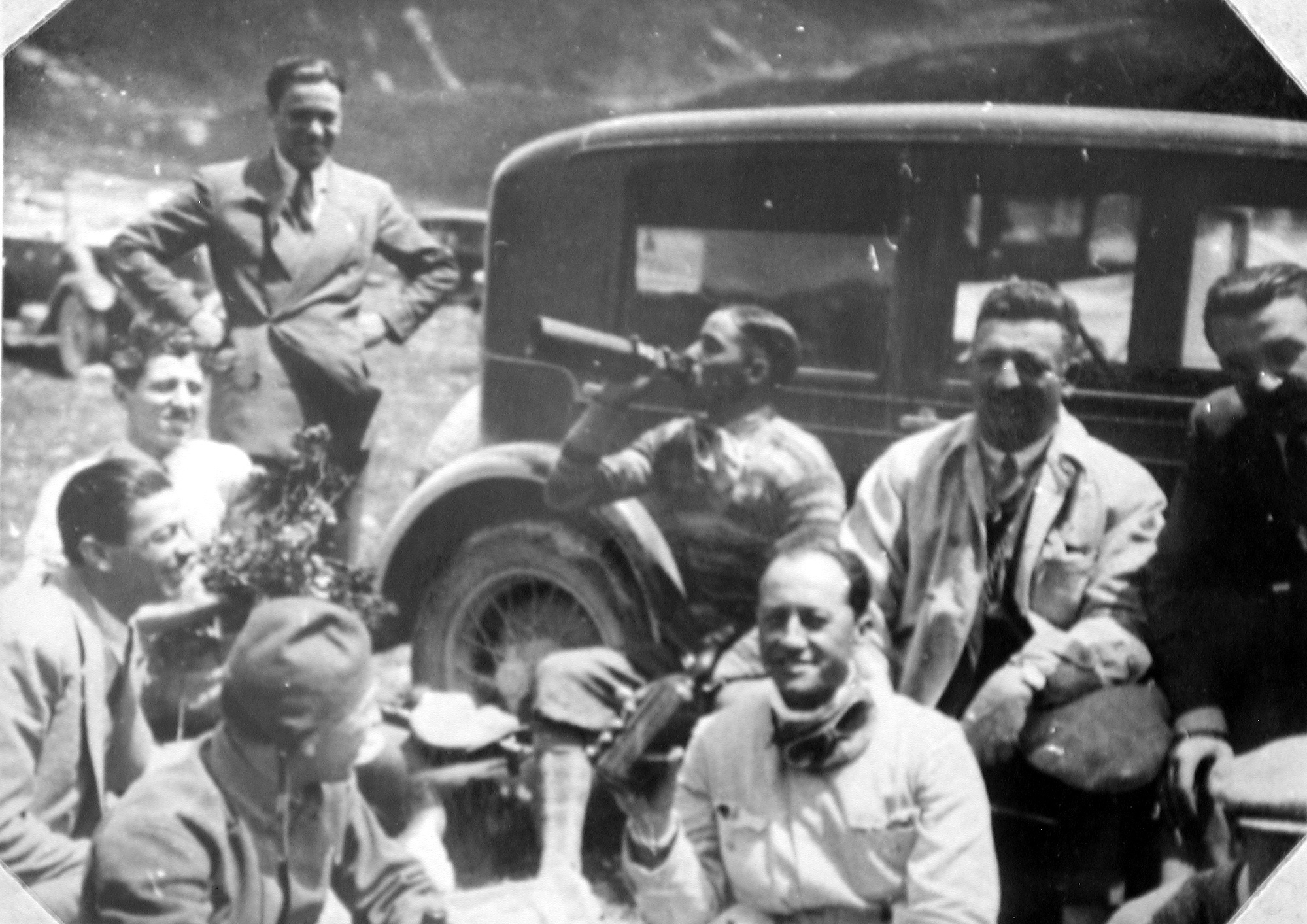
アルファロメオチームのメンバー（右から2人目がエンツォ）

1916年病気で父を、戦争で兄を亡くし、自身も徴兵され第一次世界大戦に参戦するが、肋膜炎で死線をさまよう。この経験がモータースポーツに人生を賭ける契機になったといわれる。
1918年に除隊、トリノのフィアットでレーシングドライバーの職を求めるがあしらわれ、コストゥルツィオーニ・メッカニケ・ナツィオナーリに入社した。同社のマシンをドライブし「タルガ・フローリオ」で9位になるなど活躍し、1920年にアルファロメオのテストドライバーとなった。
即座にレースドライバーに昇格し、「タルガ・フローリオ」で2位に入るほか、国内でいくつかの勝利を挙げてワークス入りしたが、才能的にはアントニオ・アスカリ（アルベルト・アスカリの父）らエース級には及ばなかった上に、体調不良に悩まされた。
1924年にはカヴァリエーレ章を、1928年にはコンメンダトーレ章を受勲された。また、1924年には地元のモデナでアルファロメオの販売代理店「カロッツェリア・エミリア・エンツォ・フェラーリ」を始める。　

### スクーデリア・フェラーリ設立

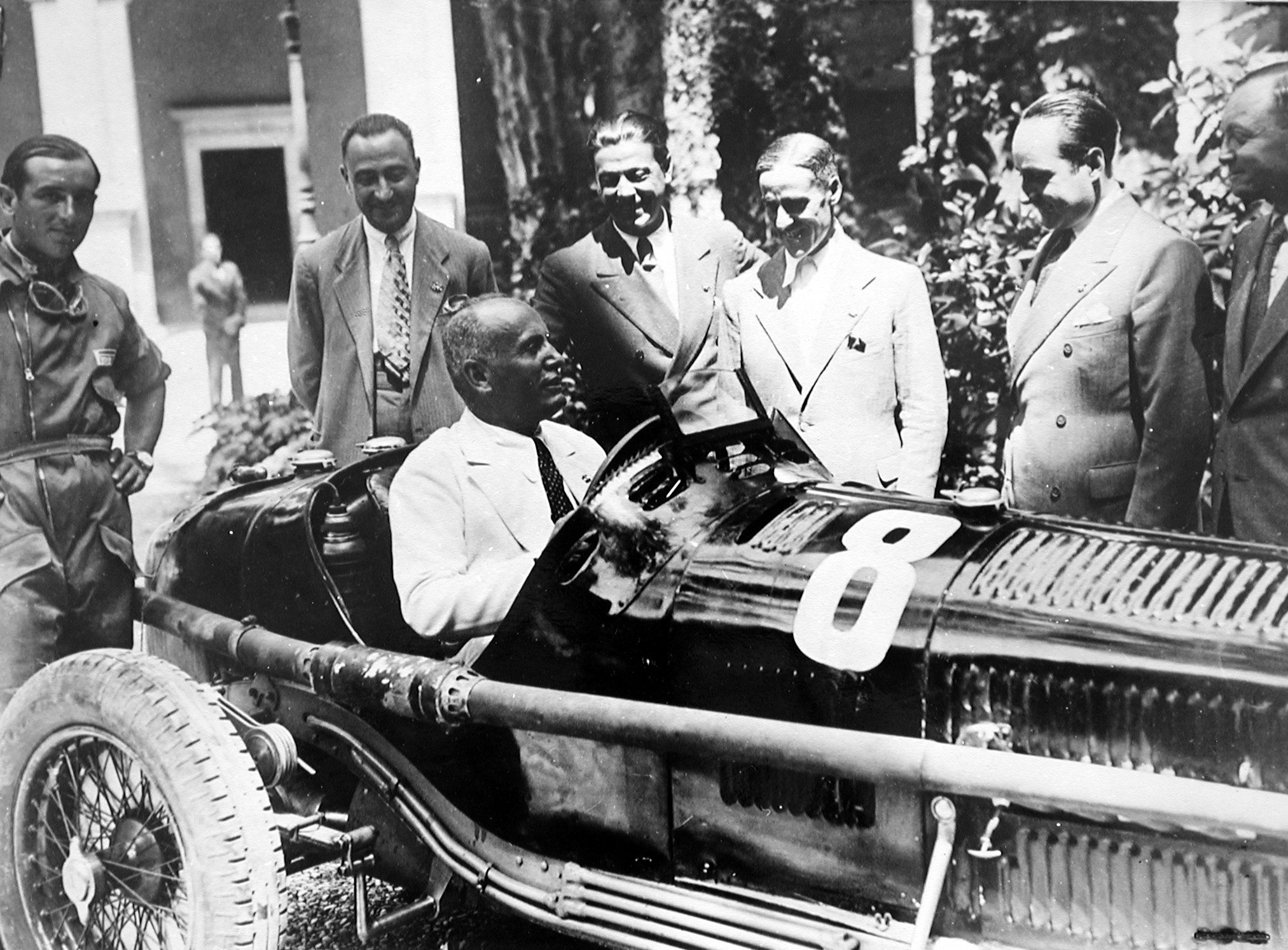
アルファロメオP3 2600に乗るベニート・ムッソリーニと談笑するエンツォ（左から2人目）

1929年12月1日に、レーシングドライバー仲間と共同出資で「ソチェタ・アノニマ・スクーデリア・フェラーリ」を設立し、アルファロメオのセミワークスチームとして活動を始めた。なお自らもレーシングドライバーとして参戦したが、体調が回復せず1931年にヒルクライムレースに参戦したのを最後に、1932年に息子アルフレード（愛称ディーノ）が生まれたのを機に、レーシングドライバーとしてのキャリアに見切りをつけた。
レーシングドライバー引退後はアルファロメオのワークス・チームのマネージャーも務め、ドイツ政府の全面的支援を受けて頭角を現したメルセデス・ベンツやアウトウニオンなどのドイツ勢を向こうに回し好成績を上げ続けた。また、類まれな交渉力、統率力で経営者として頭角を現し、地元モデナでアルファロメオの販売代理店を営み、巧みな手腕で販売網を広げた。

### アウト・アヴィオ・コストゥルツィオーニ設立

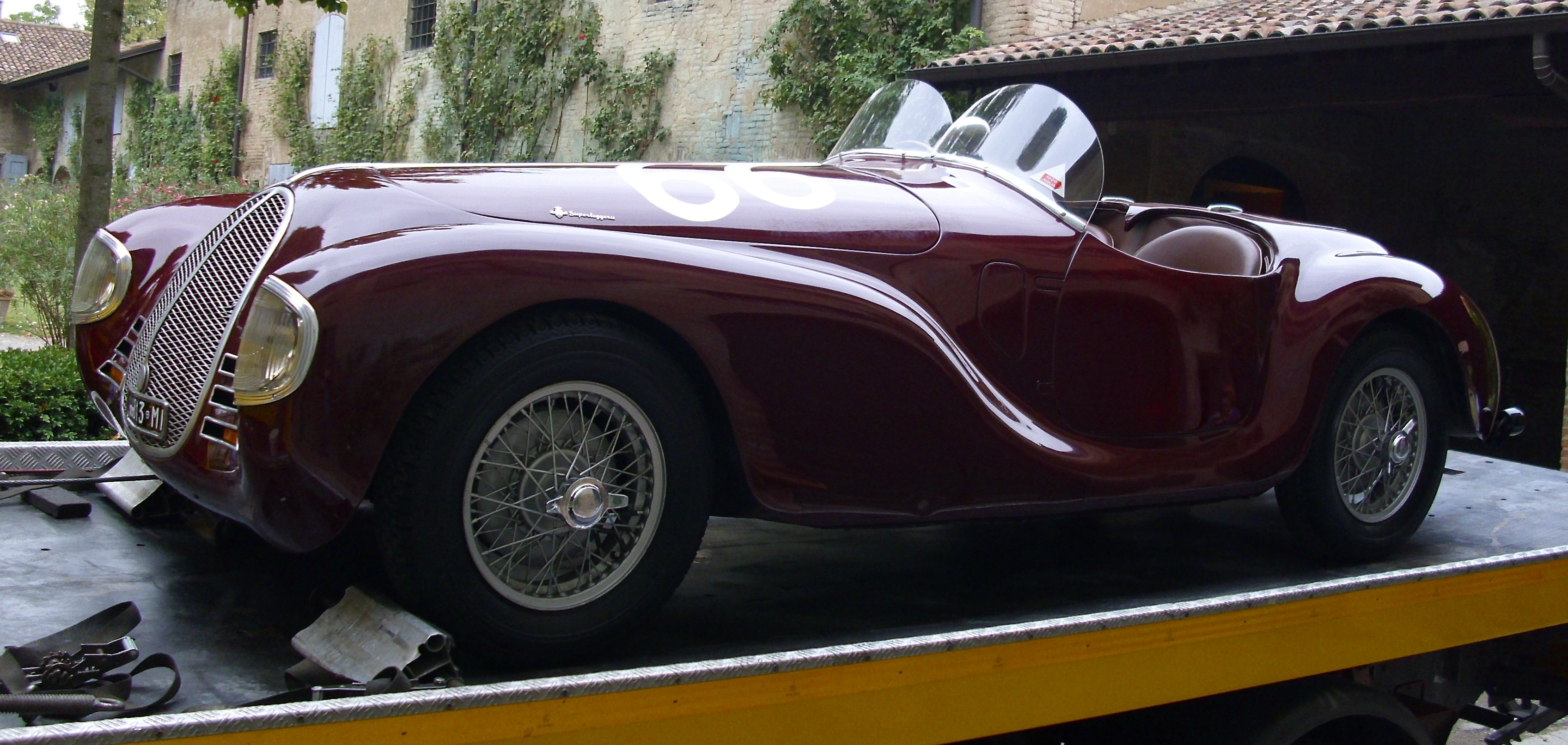
アウト・アヴィオ・コストゥルツィオーニ 815

しかし、経営陣との衝突で1939年にアルファロメオを去る。この際に、4年間は「フェラーリ」の名でモータースポーツに参戦しないという誓約を結んだ。
1940年には、アルファロメオとの誓約項目を避けるために「アウト・アヴィオ・コストゥルツィオーニ」という名の自動車製造会社をモデナに設立し、最初の自らの手によるモデル「815」を生産し、4月28日から行われたミッレ・ミリアに参戦した。
しかしその直後の6月10日に、イタリアが日独伊防共協定を組んでいた同盟国のドイツ国を支援するために、イギリスとフランスに宣戦布告し第二次世界大戦に参戦した。このためにイタリアにおいてモータースポーツ活動が全面的に禁止され、「アウト・アヴィオ・コストゥルツィオーニ」も「815」の製造を中止し、兵器製造のための粉砕機などの工作機械製造を行うようになった。
その後1943年8月にイタリアが連合国に降伏しサロ政権が設立されたものの、イタリア北部は事実上ドイツ軍の占領下になったこともあり、モデナの工場が連合国軍機の空襲を受けた上に、自動車製造やモータースポーツ活動は引き続き禁止された。しかしエンツォは、連合国軍機による空襲を避けるべく、また戦後のモータースポーツ解禁に備えて自前の自動車工場をモデナ近郊のマラネッロに移設した。

### フェラーリ設立
社史についてはフェラーリ#沿革を参照

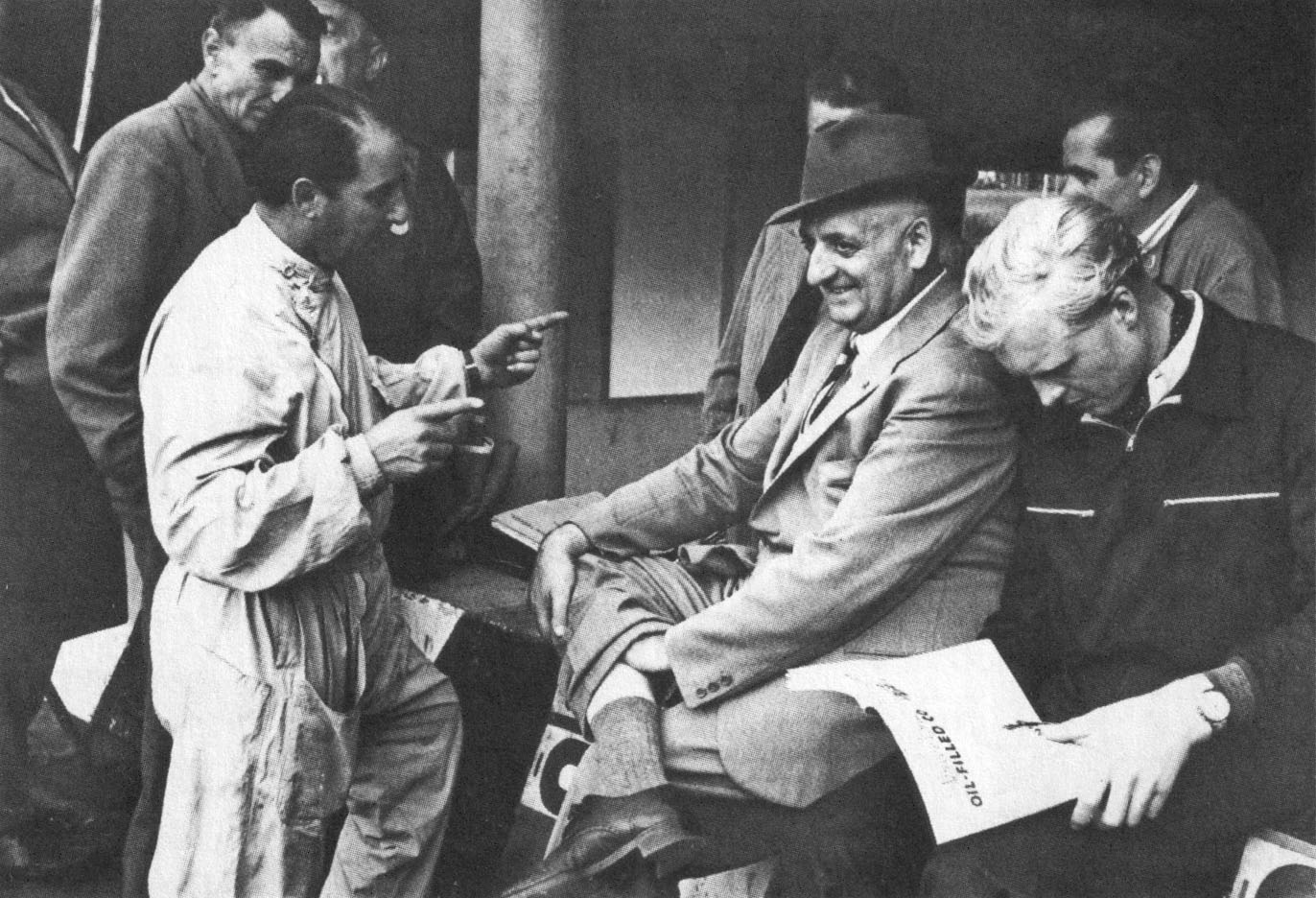
マイク・ホーソーンとともに（1953年/モンツァ・サーキット）

第二次世界大戦後の1947年に自社製レーシング・マシンを開発し、自動車製造会社としての「フェラーリ」を設立した。その後友人のルイジ・キネッティの勧めもあり、モータースポーツ参戦資金を稼ぐことを目的にレーシング・マシンをベースにした高級スポーツカーの販売も始めた。
スクーデリア・フェラーリは、1950年から始まったF1に参戦し、早くも1951年にはホセ・フロイラン・ゴンザレスが初優勝した。その後も古巣アルファロメオを破り活躍するなど、イタリアのナショナル・チーム的存在となった。以後スクーデリア・フェラーリのマシンは、F1やル・マン24時間レース、ミッレ・ミリア、タルガ・フローリオ、カレラ・パナメリカーナ・メヒコなどの第一線で輝かしい成績を残した。
「カヴァリーノ・ランパンテ（跳ね馬）」のエンブレムと真紅のナショナルカラーをまとった市販車も、その高い性能と美しいデザインで1950年代以降ヨーロッパ各国やアメリカ合衆国、日本や中東をはじめとする世界各国へその販路を広げ、王族や映画スター、大富豪などの愛用のブランドとして成長した。
このようにフェラーリは高い名声を勝ち取ったものの、過剰なモータースポーツへの投資や労使紛争、さらに1961年11月にはカルロ・キティら主要メンバーによるクーデターが勃発しカルロ・キティやジョット・ビッザリーニら役員8名がフェラーリを去るなどの事件が起きたことも影響し、1960年代初頭には経営が苦境に陥った。その後1963年にアメリカ合衆国のフォードとの間で買収交渉を進めたが、調印寸前で交渉は決裂した。

### フィアット傘下

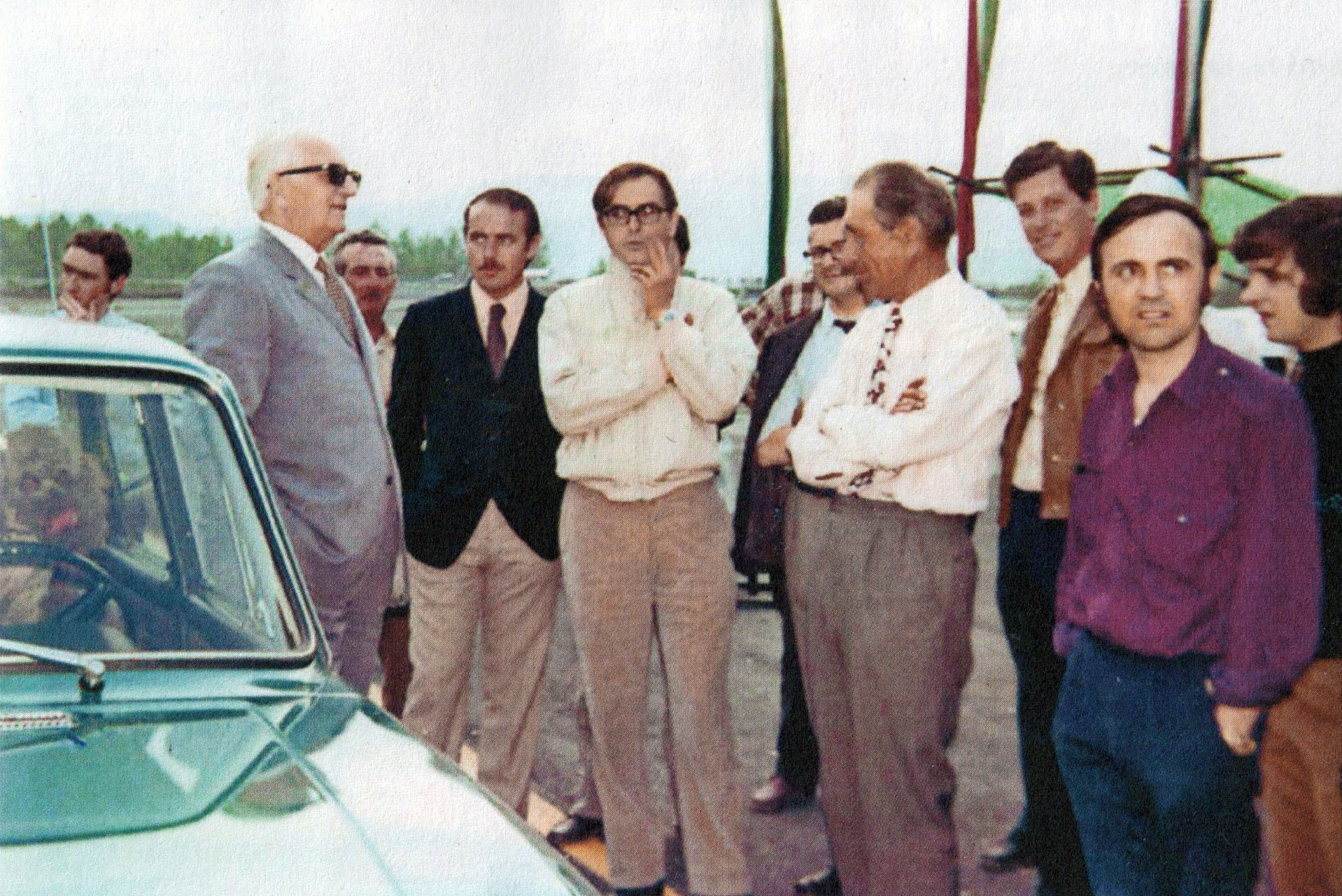
ジャン・パオロ・ダラーラと談笑するエンツォ（ヴァラーノ・デ・メレガリ）

その後1969年に、フェラーリはイタリア最大手の自動車会社であるフィアットの傘下に入ることで経営の安定を図ることになる。その後エンツォは会長に就任し、元来興味の薄い市販車部門からは一切の手を引いて、モータースポーツ部門（スクーデリア・フェラーリ）の指揮に専念した。
エンツォ自身は、1956年の息子ディーノの死後めったに公の場に現われなくなり、本拠地モデナを離れることもなかった。1973年にはフィアット一族出身のルカ・ディ・モンテゼーモロをスクーデリア・フェラーリのマネージャーとして招き入れるなど、チーム運営の第一線から離れた。
その後はドライバー選択などに大きな影響を与え続けたものの、自社の敷地内にあるフィオラノ・サーキット内にある別邸でテスト走行を見守る他は、地元イタリアGPの練習走行には顔を見せるが、それ以外はチームマネージャーから電話報告を受け、決勝レースはテレビ中継を見ていたという。　

### 晩年

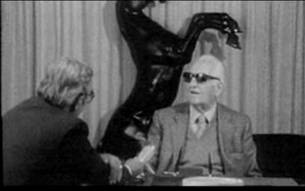
晩年のエンツォ

政治宗教とは無縁だったが、イタリア国内では「北の教皇」（南の教皇とはヨハネ・パウロ2世）と呼ばれるほどモータースポーツや自動車業界への影響力は大きかった。
1977年にはフェラーリの会長職を退くものの、その後も市販車からスクーデリア・フェラーリの運営まで大きな影響力を保ち続けた。さらに1981年にはスクーデリア・フェラーリの代表としてF1のコンコルド協定締結の立会人となるなど、F1界で多大な発言力を有していた。

### 死去
1988年8月14日、腎不全のため死去。F1におけるイタリアの「ナショナルチーム」の創設者の死去に際してイタリア全体が喪に服した。エンツォの生前最後に開発されたモデルは、1987年発表のF40であった。
2015年現在も、リナ・ラルディとの間に生まれた次男のピエロ・ラルディ・フェラーリがフェラーリの株を10パーセント所有し、副会長を務めている。

## 年表
- 1898年2月18日 - 父アルフレード、母アダルジーサの間に次男として誕生。大雪のため出生届提出が2日遅れたので、公的な出生日は「2月20日」となる[3]。
- 1906年 - 初めてコッパ・フローリオを観戦。
- 1916年 - 父アルフレードが病死し家業は閉鎖。兄ディーノ戦死。自身も徴兵される。
- 1918年 - 除隊し、レースドライバーとしてフィアットに職を求めたが断られる。
- 1919年 - 自動車メーカーCMNに就職し、パルマ-ポッジオ・ディ・ベルチェート（ヒルクライム）に初出場。
- 1920年 - アルファロメオとテストドライバー契約。のちにワークスチームの正規レーシングドライバーに昇格。タルガ・フローリオで2位を獲得した。
- 1923年 - チルクーイト・デル・サヴィオで初優勝。フランチェスコ・バラッカの母パオリナ・バラッカ伯爵夫人より、跳ね馬（カバリーノ・ランパンテ）の紋章を贈られた、とするが、現在ではこの話はエンツォの創作とされている。
- 1924年 - イタリアのカヴァリエーレ章叙勲。生地であるモデナに自らの名字を冠した「カロッツエリア・エミリア・エンツォ・フェラーリ」を設立。
- 1925年 - ラウラ・ドミニカ・ガレッロと結婚。
- 1928年 - イタリアのコンメンダトーレ章受勲。
- 1929年11月16日[3] - カニアート兄弟、マリオ・タディーニと共同出資して「ソチェタ・アノニマ・スクーデリア・フェラーリ」設立。
- 1930年 - トリエステ-オピチーナ（ヒルクライム）でスクーデリアが初勝利。
- 1932年 - 長男アルフレード・フェラーリ（ディーノ）生誕。レーサーとしての現役活動を引退。
- 1933年 - レース活動を休止したアルファロメオより、ワークスマシンとドライバーを委託される。
- 1938年 - アルファロメオのレース部門（アルファ・コルセ）に吸収合併され、マネージャーに就任。
- 1939年11月 - 社長のウーゴ・ゴッバート、技術者のウィルフレード・リカルドと対立して退社。
- 1940年 - モデナで「アウト・アヴィオ・コストゥルツィオーニ」設立。
- 1943年 - 空襲の疎開のためマラネッロへ移転。
- 1944年 - 社名を「スクーデリア・フェラーリ・アウト・アビオ・コストゥルツィオーニ」とする。
- 1945年 - リナ・ラルディとの間に次男ピエロ・ラルディ・フェラーリ生誕。
- 1947年 - フェラーリ創業。5月25日のローマGPで125Sが初優勝。
- 1952年 - バッティスタ・ファリーナと会談し、ピニンファリーナにボディ製造とデザインを委託。
- 1956年 - 長男アルフレード死去。
- 1957年 - ミッレ・ミリアにおける観客死傷事故の責任を問われ起訴される（無罪）。
- 1960年 - ボローニャ工科大学より工学士（インジェニェーレ）の名誉学位を授与される。
- 1961年 - フェラーリを株式会社化（Società per Azioni Esercizio Fabbriche Automobilie e Corse,S.E.F.A.C）。
- 1964年 - フォードによる会社買収交渉を最終段階で拒絶。
- 1969年6月21日[3] - フィアットグループへ株式50%を売却。自身は39%を保有し、会長職となる。
- 1977年 - 会長職を退く。
- 1978年 - 妻ラウラ死去。
- 1981年 - F1のコンコルド協定締結の立会人となる。
- 1987年 - FIAゴールドメダル受賞。
- 1988年8月14日 - 腎不全により死去。没90歳。夏の休暇シーズンのため公表は8月17日[3]。保有していた株式は、生前の取り決めによりフィアットへ売却。
- 1994年 - レース界への貢献を認められ国際モータースポーツ殿堂入りした。
- 2000年 - 自動車殿堂に選入された。
- 2002年 - エンツォの名を冠したスポーツカー、「エンツォ・フェラーリ」が発売された。

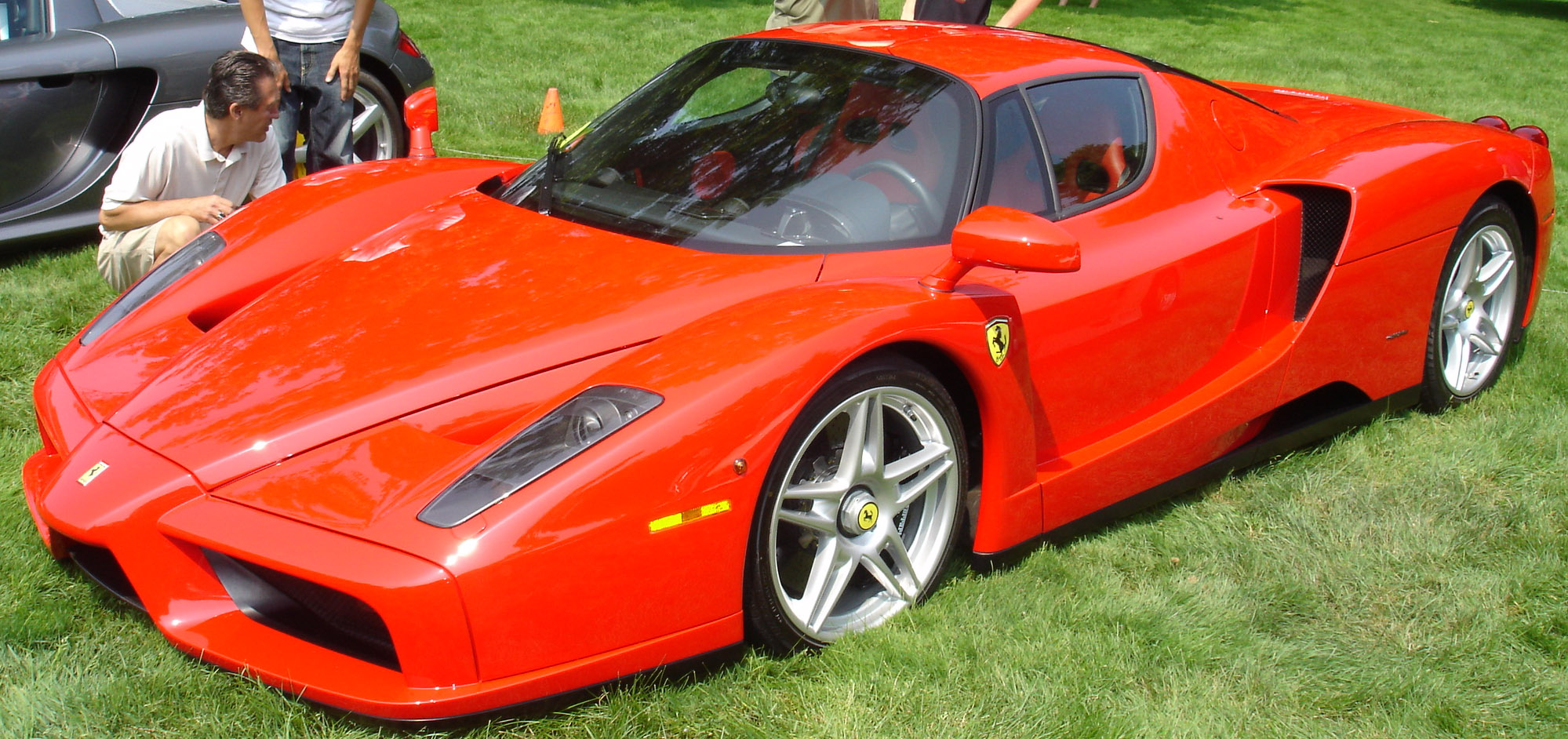
エンツォ・フェラーリ

- 2012年 - 生家の地に博物館が開館。

## 語録

### 伝記
Le Mie Gioie Terribili
1963年に出版された自叙伝。英題"My Terrible Joys"、邦題『サーキットの英雄：レースカーに捧げたフェラーリ自伝』。
後述の名言など多くを語っているが、内容には個人的な脚色も含まれており、史実として正確かは評価が分かれる。スポーツカーを購入する王族などの上客には、この本に紫色のインクでサインしてプレゼントしたという。

### 名言
わたしは雪の降るトリノの公園のベンチで泣いた。
第一次世界大戦の復員後、工兵の経験を生かして、イタリアを代表する自動車メーカーでレースコンストラクターでもあったフィアットに採用を希望したものの断られた。アルファロメオ加入後は、フィアットから技術者ヴィットリオ・ヤーノを引き抜いてその復讐を果たした。
1969年にはフィアット会長のジャンニ・アニェッリと会談し、ロードカー製造部門をフィアットグループへ移管することを決めた。
あいつはずうずうしいほど大胆な男だ。愛しているといってもいい。
アルファロメオ時代にドライバーとして活躍したタツィオ・ヌヴォラーリへの賛辞。彼をレーサーの理想像とし、後年その再来を思わせるジル・ヴィルヌーヴを愛した。
幸先の良い失敗だ。
フェラーリの名を冠した初代モデル125Sが、デビューレースでトップを走行中にリタイアした時の発言（1947年5月）。
わたしは母親を殺してしまった。
1951年イギリスグランプリで、古巣アルファロメオを破りF1初優勝した際の心境。翌年アルファロメオはF1から撤退し、フェラーリがイタリアを代表するチームの座を引き継いだ。
レーシングマシンとは、強力なエンジンを造り、4つの車輪をつけたもの。
フェラーリの理念として、車体の洗練よりも強力なエンジンを求めた。V12エンジンへの拘りは、アメリカ製パッカード・12のエンジンに触発されたといわれる。
荷車は牛が押すのではなく、牛が引くものだ。
F1におけるミッドシップ車の台頭期に、フロントエンジンへのこだわりを表した。イギリス系コンストラクターのことを「ガレジスタ（修理工）」と呼び、彼らが生み出す技術革新に対しては保守的であった。
フェラーリはタバコを吸わない。
1970年代以降、F1界にタバコスポンサーが広まる中で、スポンサーカラーにマシンを塗り替えないという方針を貫いた。エンツォの死後、フェラーリはマールボロと密接な関係を築き、チーム名も「スクーデリア・フェラーリ・マールボロ」となった。
男が女に愛していると告げる時、それは彼女に対する欲望を意味する。
この世に存在する唯一完全な愛は、父親の息子に対する愛情だけだ。
わたしには、そうとしか思えない。

## 家族
フェラーリ家は長男に「アルフレード」と命名する伝統があり、エンツォの父、兄、そして息子もその名を継いでいた（アルフレードの愛称がディーノ）。エンツォは生まれつき病弱な息子ディーノを可愛がったが、24歳で先立たれ、一時は生きる望みさえ失ったという。
エンツォはV12でないV8・V6搭載車に「ディーノ」と名付け愛息を偲んだ。
妻ラウラはトリノの資産家の娘で、夫のビジネスに資金援助し、時にチーム運営に干渉することもあった。
これ以外に、愛人リナ・ラルディとの間に私生児ピエロ・ラルディを儲けている。ピエロは素性を隠してフェラーリ社で働き、正妻ラウラの死後認知され、エンツォの後継者として会社の株式を与えられた。

## エンツォ・フェラーリ生家博物館

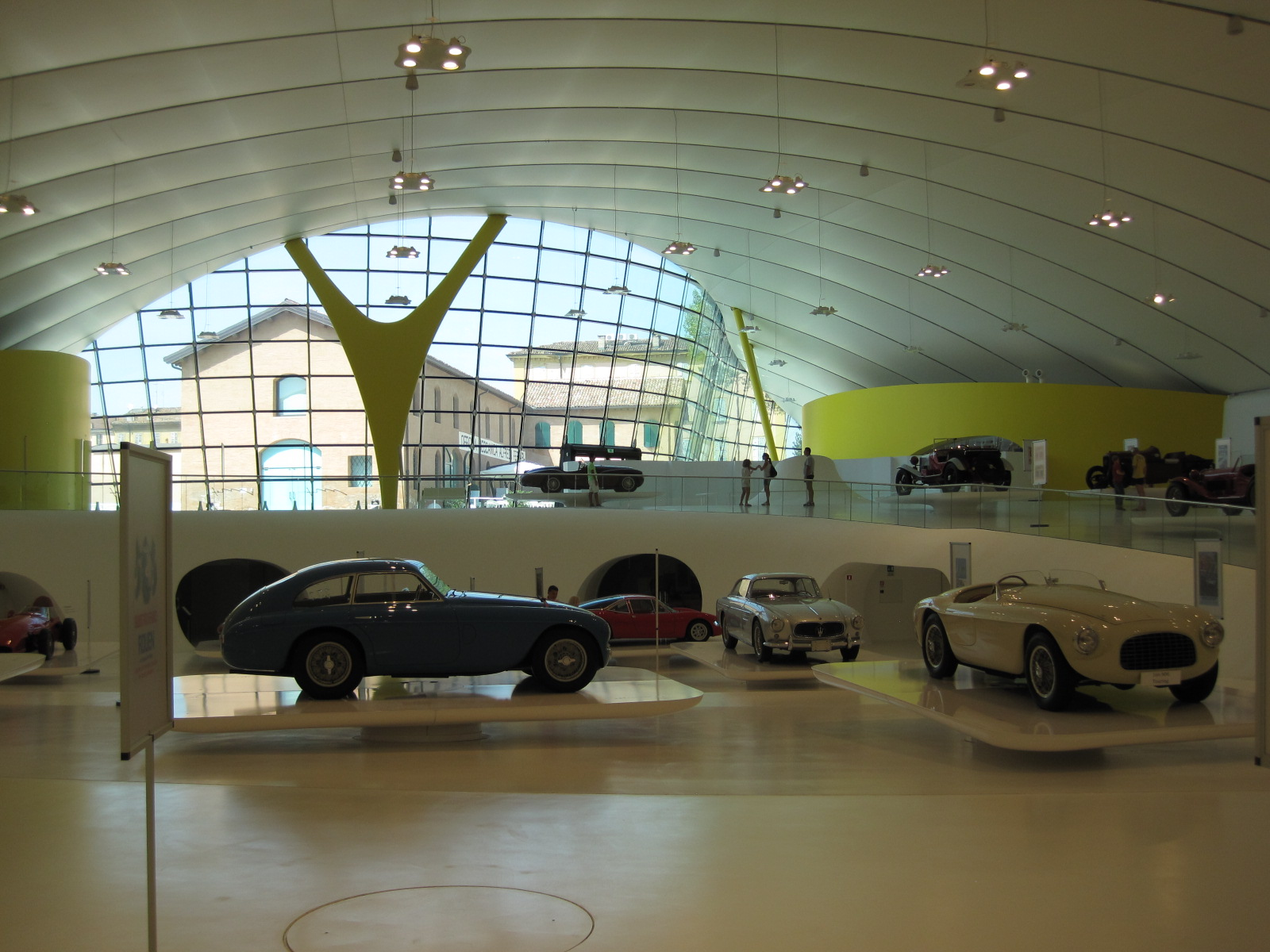
ミュージアム内観

2012年3月10日、イタリア・モデナで実父が板金工を営んでいた工場兼住居を改装し、エンツォ・フェラーリ生家博物館（Museo Casa Enzo Ferrari ）が開館した。
本来はエンツォの誕生日に開館する予定だったが、大雪にみまわれ3月10日となった。生家はエンツォによって売却されていたため取得が難航し、現在の所有者から賃貸というかたちで開設された。
生家は付属のワークショップ兼展示スペースとして所存され、隣接してミュージアム棟が建設された。設計は建築家ヤン・カブリッキーが担当し、彼の死後はアンドレア・モルガンテが引き継いだ。館内にはフェラーリやアルファロメオの初期の市販車・レースカーの他に、エンツォのトレードマークであるサングラスなどの愛用品も展示されている。屋根はモデナのシンボルカラーである黄色に塗られている。

## エンツォ・フェラーリを演じた俳優
| 俳優                                    | 公開年 | 題名                                   |
| --------------------------------------- | ------ | -------------------------------------- |
| セルジオ・カステリット                  | 2003年 | エンツォ・フェラーリ                   |
| エリオ・ジェルマーノ（18歳のエンツォ）  | 2003年 | エンツォ・フェラーリ                   |
| スキャンダー・ケインズ（8歳のエンツォ） | 2003年 | エンツォ・フェラーリ                   |
| アウグスト・ダラーラ                    | 2013年 | ラッシュ/プライドと友情                |
| レモ・ジローネ                          | 2019年 | フォードvsフェラーリ                   |
| ガブリエル・バーン                      | 2022年 | Lamborghini: The Man Behind the Legend |
| アダム・ドライバー                      | 2024年 | フェラーリ                             |